# Вибілювання
Вибі́лювання — хімічна обробка того чи іншого матеріалу, яка усуває (небажане) забарвлення для надання йому білого кольору.
- У фотографічному процесі: вибілювання емульсійного шару — операція додаткової хіміко-фотографічної обробки негатива або позитива, яка полягає в окисленні металевого срібла, що утворює фотографічне зображення, з перетворенням його в ту чи іншу сіль срібла, що не розчиняється або мало розчиняється у воді[1].
- У текстильній промисловості: вибілювання — підвищення білості текстильного матеріалу обробленням оптичними вибілювачами і (чи) хімікатами, які знебарвлюють супровідні речовини природних і хімічних волокон[2].
- У металургії: вибілювання чавуну — виділення вуглецю у вигляді цементиту під час кристалізації чавунів.